# Midori (atriz pornô)
Midori, nome artístico de Michele Evette Watley (Durham, Carolina do Norte, 19 de julho de 1968) é uma ex-atriz pornográfica afro-americana. Iniciou sua carreira no cinema pornográfico em 1995.

## Premiações e indicações
| Ano  | Cerimônia          | Resultado | Categoria                                        | Filme     |
| ---- | ------------------ | --------- | ------------------------------------------------ | --------- |
| 1998 | AVN Award          | Indicado  | Best New Starlet                                 | —         |
| 1998 | NightMoves Award   | Venceu    | Best Actress (Editor’s Choice)                   | —         |
| 1999 | AVN Award          | Indicado  | Female Performer of the Year                     | —         |
| 2001 | AVN Award          | Venceu    | Best Supporting Actress - Video                  | West Side |
| 2001 | AVN Award          | Indicado  | Best Couples Sex Scene - Video (with Dillon Day) | West Side |
| 2001 | XRCO Award         | Indicado  | Actress (Single Performance)                     | West Side |
| 2008 | Legends of Erotica | Venceu    | Hall of Fame                                     | —         |
| 2009 | AVN Award          | Venceu    | AVN Hall of Fame                                 | —         |

## Filmografia
- Pussyman Auditions 3 (1995)
- All That (II) (1996)
- Anal Fever (1996)
- Anal Honey Pie 1 (1996)
- Anal Lovebud (1996)
- Anal Video Virgins 3 (1996)
- Ass Kissers 1 (1996)
- Asses Galore 2: No Remorse No Repent (1996)
- Backdoor Play (1996)
- Black Video Virgins 2 (1996)
- Cumback Pussy 2 (1996)
- Dinner Party 2 (1996)
- Freaky Tailz (1996)
- Gang Bang Butthole Surfing (1996)
- Gang Bang Dollies (1996)
- Inner City Black Cheerleader Search 6 (1996)
- Macin' (1996)
- My Baby Got Back 9 (1996)
- N.B.A. Nuttin' Butt Ass (1996)
- Pickup Lines 6 (1996)
- Pickup Lines 9 (1996)
- Pussyman's Nite Club Party 2 (1996)
- Sex Hungry Butthole Sluts (1996)
- Showtime (1996)
- Sista 5 (1996)
- Southern Belles 7 (1996)
- Southern Belles: Sugar Magnolias (1996)
- Up And Cummers 35 (1996)
- Up Your Ass 1 (1996)
- Video Adventures of Peeping Tom 2 (1996)
- Bad Girls 2 (1997)
- Black Pussyman Auditions 2 (1997)
- Convention Cuties (1997)
- Dirty Bob's Xcellent Adventures 28 (1997)
- Dirty Bob's Xcellent Adventures 30 (1997)
- Dirty Bob's Xcellent Adventures 31 (1997)
- Dirty Bob's Xcellent Adventures 32 (1997)
- Dirty Bob's Xcellent Adventures 33 (1997)
- Dirty Bob's Xcellent Adventures 35 (1997)
- Dirty Bob's Xcellent Adventures 36 (1997)
- Dirty Bob's Xcellent Adventures 37 (1997)
- Flava (1997)
- I'm So Horny Baby (1997)
- Isis Blue (1997)
- Lady Sterling Takes It in the Arse (1997)
- Mike South's Georgia Peaches 1 (1997)
- Mike South's Travels 1: Tearing It Up in Tampa (1997)
- My Baby Got Back 11 (1997)
- Philmore Butts too Much to Handle (1997)
- Pussyman's Nite Club Party 1 (1997)
- Rectal Raiders (1997)
- Sabrina The Booty Queen (1997)
- Show Me The Money (1997)
- Sin-a-matic (1997)
- Video Adventures of Peeping Tom 4 (1997)
- Wet Dreams Reel Fantasies (1997)
- Wicked Weapon (1997)
- Gimme Some Butt (1998)
- In Vogue (1998)
- Isis Blue 2 (1998)
- Leatherbound Dykes From Hell 12 (1998)
- Midori's Secret (1998)
- My Baby Got Back 16 (1998)
- Nasty Video Magazine 4 (1998)
- Twins 1 (1998)
- Adult Video News Awards 1999 (1999)
- Black Bad Girls 3 (1999)
- Black Beach Patrol 6 (1999)
- BlaXXXploitation (1999)
- Color Blind 3 (1999)
- Lez Playground (1999)
- Pussyman's American Cocksucking Championship 2 (1999)
- Rocks That Ass 6: Octoberpussy (1999)
- United Colors Of Ass 1 (1999)
- White Lightning (1999)
- American Booty (2000)
- Best of My Baby Got Back (2000)
- Black Beach Patrol 7 (2000)
- Black Taboo 2 (2000)
- Blowjob Fantasies 11 (2000)
- Chocolate Swerve (2000)
- Cock Smokers 23 (2000)
- Dirty Deeds Done Dirt Cheap 1 (2000)
- Ebony Cheerleader Orgy (2000)
- Face Down Ass Up 2 (2000)
- Head Clinic 1 (2000)
- Raw (2000)
- Shaft (2000)
- West Side (2000)
- World's Luckiest Jock (2000)
- Adult Video News Awards 2001 (2001)
- Black Pussy Search 3 (2001)
- Matchmaker (2001)
- New Adventures of Mr. Tootsie Pole 3: Boner Bizarre (2001)
- True Colors (2001)
- Crack Pack (2002)
- Crazy About Black Girls (2002)
- Cumback Pussy Platinum 1 (2002)
- Looking for Booty 1 (2002)
- Polish Wedding (2002)
- Seksualny Rekord Swiata 2002 (2002)
- Break The Chains (2003)
- Fans Have Spoken 5 (2003)
- Sorority Animal House (2003)
- 100% Interracial 3 (2004)
- Black Bad Girls 21 (2005)
- Black in Business 2 (2005)
- Desperate Blackwives 1 (2005)
- Desperate Mothers and Wives 3 (2005)
- Black Biker Babes (2006)
- Black Ho Express 10 (2006)
- Horny Black Mothers 1 (2006)
- Up That Black Ass 2 (2006)
- Black Attack (2007)
- Horny Black Mothers and Daughters 3 (2007)
- Momma Knows Best 3 (2007)
- MILF Chocolate 3 (2008)
- MILFs In Action (2008)
- Seasoned Players 5 (2008)
- SILFs (2008)
- Sugar Mommies 6 (2008)
- Big Butt Cheaters (2013)
- Enticing And Experienced (2013)